# Municipio de Hunter (Illinois)
El municipio de Hunter (en inglés: Hunter Township) es un municipio ubicado en el condado de Edgar, en el estado estadounidense de Illinois. En el año 2010 tenía una población de 250 habitantes y una densidad de 3,19 personas por km².

## Geografía
Según la Oficina del Censo de los Estados Unidos, el municipio tiene una superficie total de 78.37 km², de la cual 78,25 km² corresponden a tierra firme y (0,15 %) 0,11 km² es agua.

## Demografía
Según el censo de 2010, había 250 personas residiendo en el municipio de Hunter. La densidad de población era de 3,19 hab./km². De los 250 habitantes, el municipio de Hunter estaba compuesto por el 99,2 % blancos y el 0,8 % eran afroamericanos.